# 포켓몬스터의 등장인물 목록
이 문서는 게임 포켓몬스터에 등장하는 등장인물 목록이다. 애니메이션의 등장인물은 포켓몬스터의 등장인물 목록 (애니메이션) 참고.

## 레드·그린·블루·피카츄시리즈 (+파이어레드·리프그린,레츠고! 피카츄·레츠고! 이브이)

### 메인 캐릭터
- 레드
- 블루 (리프)
- 그린
- 태주 (레츠고 피카츄·레츠고 이브이)
- 보연 (레츠고 피카츄·레츠고 이브이)
- 진우 (레츠고 피카츄·레츠고 이브이)
- 오박사
- 주인공의 어머니
- 라이벌의 어머니
- 남나리
- 서유석 (파이어레드·리프그린)

### 체육관 관장
- 웅
- 최이슬
- 마티스
- 민화
- 독수
- 초련
- 강연
- 비주기
- 그린 (레츠고 피카츄·레츠고 이브이)

### 사천왕
- 칸나
- 시바
- 국화
- 목호

### 챔피언
- 그린
- 라이벌 (레츠고 피카츄·레츠고 이브이)

### 악당
- 로켓단

### 보스
- 비주기

### 간부
- 로사, 로이 (피카츄, 레츠고 피카츄·레츠고 이브이)
- 아폴로 (레츠고 피카츄·레츠고 이브이)

## 골드·실버·크리스탈 (+하트골드·소울실버)

### 메인 캐릭터
- 심향
- 크리스
- 금선
- 실버
- 공박사
- 오박사
- 수호 (크리스탈, 하트골드·소울실버)

### 체육관 관장 (성도)
- 비상
- 호일
- 꼭두
- 유빈
- 사도
- 규리
- 류옹
- 이향

### 체육관 관장 (관동)
- 웅
- 최이슬
- 마티스
- 민화
- 도희
- 초련
- 강연
- 그린

### 사천왕
- 일목
- 시바
- 카렌
- 독수

### 챔피언
- 목호
- 레드(레전드 트레이너 취급)

### 악당
- 로켓단

### 간부
로켓단
- 아폴로
- 아테나
- 람다
- 랜스

### 보스
- 비주기

## 루비·사파이어·에메랄드 (+오메가루비·알파사파이어)

### 메인 캐릭터
- 휘웅
- 봄이
- 민진
- 털보박사
- 금작화 (에메랄드)
- 성한
- 핸섬
- 피아나

### 체육관 관장
- 원규
- 철구
- 암페어
- 민지
- 종길
- 은송
- 풍/란
- 윤진, 아단(에메랄드 한정)

### 사천왕
- 혁진
- 회연
- 미혜
- 권수

### 챔피언
- 성호
- 윤진(에메랄드 한정)

### 콘테스트
- 루티아
- 만성

### 악당
- 마그마단
- 아쿠아단

### 보스
마그마단
- 마적

아쿠아단
- 아강

### 간부
마그마단
- 호걸
- 구열

아쿠아단
- 이연
- 해조

### 프런티어 브레인
- 기선
- 우근
- 리라
- 다투라
- 하인즈
- 나리
- 다슬

### 배틀 하우스
- 라뉴이
- 르수아르
- 라쥬르네
- 르마탱

## 다이아몬드·펄·플래티넘 (+브릴리언트 다이아몬드·샤이닝 펄)

### 메인 캐릭터
- 광휘
- 나빛나
- 용식
- 주인공의 엄마
- 라이벌의 엄마
- 마박사
- 핸섬 (플래티넘)

### 주인공의 친구들
- 모미
- 미루
- 현
- 맥
- 미정

### 체육관 관장
- 강석
- 유채
- 자두
- 맥실러
- 멜리사
- 동관
- 무청
- 전진

### 사천왕
- 충호
- 들국화
- 대엽
- 오엽

### 챔피언
- 난천

### 악당
- 갤럭시단

### 보스
갤럭시단
- 태홍

### 간부
갤럭시단
- 새턴
- 주피터
- 마스
- 플루토 (플래티넘)

### 프런티어 브레인
- 종수
- 수철
- 맨드라
- 코크런 카틀레야
- 달리아

## 블랙&화이트 시리즈

### 메인 캐릭터
BW 1
- 투지
- 투희
- 벨
- 체렌
- 주박사
- 주리박사
- 주인공의 엄마
- N
- 핸섬

BW 2
- 공명
- 명희
- 휴이
- 벨
- 주박사
- 주인공의 엄마
- N

### 체육관 관장
BW 1
- 팟/콘/덴트
- 알로에
- 아티
- 카밀레
- 야콘
- 풍란
- 담죽
- 아이리스 W/사간 B

BW 2
- 체렌
- 보미카
- 아티
- 카밀레
- 야콘
- 풍란
- 사간
- 시즈

### 사천왕
- 망초
- 블래리
- 카틀레야
- 연무

### 챔피언
BW 1
- 노간주

BW 2
- 아이리스

### 악당
- 플라스마단
- 아크로마
- 다크트리니티

### 보스
BW 1
구. 플라스마단
- N
- 게치스

BW 2
신. 플라스마단
- 아크로마
- 게치스

### 칠현인
- 게치스
- 아줄
- 비오
- 스므라
- 녹시
- 로트
- 쟈로

### 여신
- 사랑의 여신
- 평화의 여신

### 서브웨이 마스터
- 노보리(상행)
- 쿠다리(하행)

## X·Y

### 메인 캐릭터
- 칼름
- 세레나
- 사나
- 티에르노
- 트로바
- 플라타느 박사
- 주인공의 엄마(사키)
- 시트론

### 체육관 관장
- 비올라
- 자크로
- 시트론
- 코르니
- 후쿠지
- 시트론
- 마슈
- 고지카
- 우르프

### 사천왕
- 간피
- 파키라
- 즈미
- 드라세나

### 챔피언
- 카르네

### 악당
- 플레어단

### 연구원
- 아케비
- 바라
- 코레아
- 모미지
- 크세로시키

### 보스
- 플라드리

### 하우스 마스터
- 라뉴이
- 르수아르
- 라쥬르네
- 르마탱

## 썬·문+울트라썬·울트라문

### 메인 캐릭터
- 영태
- 미월
- 릴리에
- 글라디오
- 하우
- 쿠쿠이박사
- 지나
- 덱시오
- 핸섬
- 버넷박사

### 캡틴
- 일리마
- 수련
- 마오
- 키아웨
- 마마네
- 아세로라
- 말리화

### 사천왕
- 할라(썬•문)
- 라이치
- 아세로라
- 카일리
- 멀레인(울트라썬•문)

### 수호신
- 카푸꼬꼬꼭
- 카푸나비나
- 카푸느지느
- 카푸브루루

### 악당
- 스컬단
- 플루메리

### 에테르재단
- 자우보
- 비케

### 울트라조사대
- 핸섬
- 나누
- 리라

## 소드·실드

### 메인캐릭터
- 승재
- 우리
- 호브
- 소니아
- 메그놀리아박사
- 마리
- 비트
- 도정(소드)
- 세이버리(실드)
- 마스터드
- 피오니

### 체육관관장
- 아킬
- 야청
- 순무
- 채두(소드)
- 어니언(실드)
- 포플러
- 마쿠와(소드)
- 멜론(실드)
- 두송
- 금랑
- 피오니(전 강철타입 체육관 관장)

### 챔피언
- 단델
- 마스터드(전 챔피언)

### 악당
- 비트
- 옐단 조무래기
- 로즈 위원장
- 올리브
- 매크로코스모스 사원
- 소도, 실디

## 같이 보기
- 포켓몬스터의 애니메이션 등장인물 목록